# Victor Creten
Pour les articles homonymes, voir Creten.
Victor Creten, né le 8 décembre 1878 à Schaerbeek et mort le 5 mars 1966 à Bruxelles, est un peintre et architecte belge.

## Biographie
Victor Creten naît le 8 décembre 1878 à Schaerbeek.
En 1893 il entre à l'académie royale des beaux-arts de Bruxelles pour y étudier l'architecture. Il réalise des monuments à Bruxelles, en Flandre  et en Wallonie.
Il est connu pour ses paysages et ses natures mortes, mais il produit également des affiches d'une certaine qualité dans la première décennie du XXe siècle.
Il meurt le 5 mars 1966 à Bruxelles.